# División Este de la American Basketball Association
La División Este de la ABA, o ABA Eastern Division, fue una de los dos grupos en los que fueron divididos los equipos de la American Basketball Association, en función de su situación geográfica. El otro grupo se denominó División Oeste de la ABA, o en inglés, ABA Western Division.
Los cuatro primeros equipos de cada división accedían a los Playoffs de la ABA. Las divisiones se mantuvieron hasta la temporada 1974-75, ya que en la última temporada se reagruparon los 9 equipos supervivientes en una única división.

## Equipos participantes
Los últimos equipos que participaron en la División Este fueron los siguientes: 
- Kentucky Colonels
- New York Nets
- Spirits of St. Louis
- Memphis Sounds
- Virginia Squires

### Otros equipos
Desaparecidos
- Pittsburgh Pipers/Minnesota Pipers/Pittsburgh Condors
- Minnesota Muskies/Miami Floridians/The Floridians

Transferidos a la División Oeste
- Indiana Pacers[2]

## Campeones de la Conferencia Este
En negrita los campeones de la ABA
- 1968: Pittsburgh Pipers
- 1969: Indiana Pacers
- 1970: Indiana Pacers
- 1971: Kentucky Colonels
- 1972: New York Nets
- 1973: Kentucky Colonels
- 1974: New York Nets
- 1975: Kentucky Colonels

## Títulos
- 3: Kentucky Colonels
- 2: Indiana Pacers
- 2: New York Nets
- 1: Pittsburgh Pipers